# Astronomie grecque

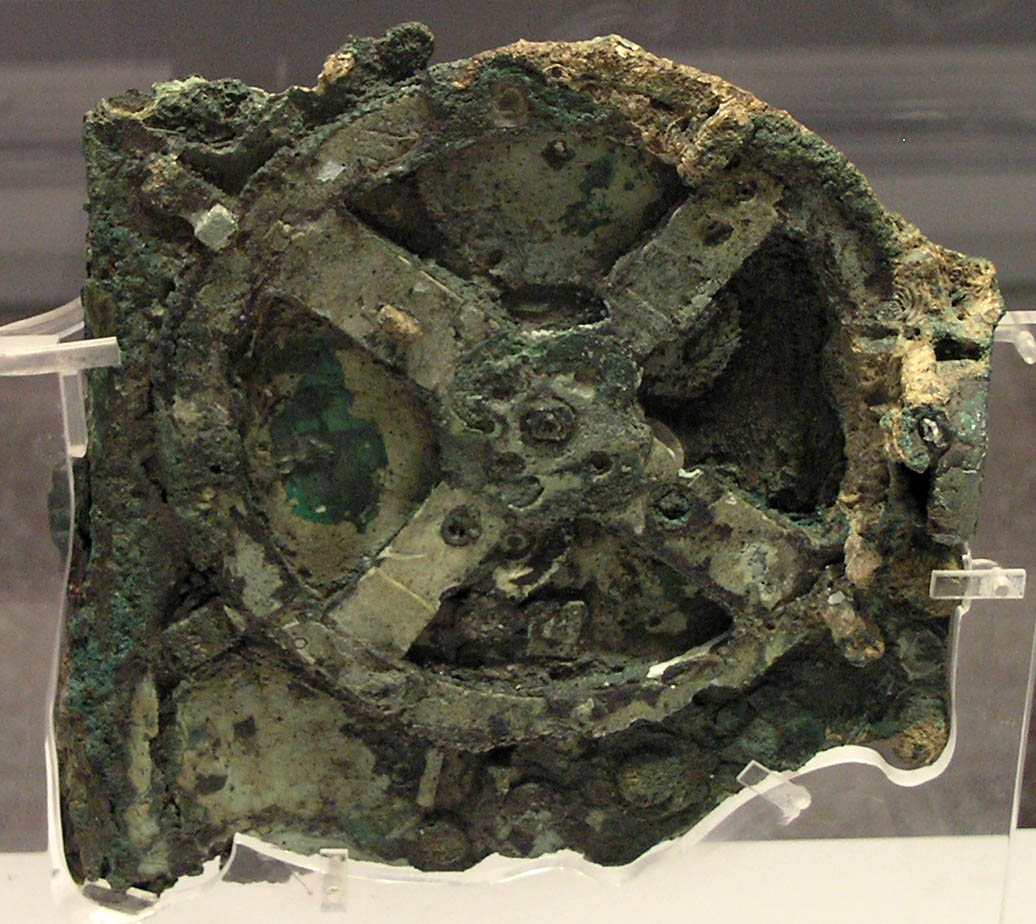
Machine d'Anticythère.

L'astronomie grecque est l'astronomie écrite dans la langue grecque durant l'Antiquité. Elle n'est pas limitée géographiquement à la Grèce ou à l'ethnie grecque car la langue grecque est une langue véhiculaire à l'époque hellénistique, à la suite des conquêtes d'Alexandre le Grand. 
L'astronomie grecque est en partie caractérisée par la recherche d'explications rationnelles et physiques aux phénomènes célestes. Elle a été influencée par les Babyloniens et, dans une moindre mesure, par l'astronomie égyptienne. En retour, elle a influencé les astronomies indienne, arabe et occidentale. Le développement de l'astronomie par les astronomes grecs et hellénistes est considéré par les historiens comme une phase majeure dans l'histoire de l'astronomie occidentale. La plupart des constellations de l'hémisphère nord, le nom de plusieurs étoiles et le concept même de « planète », la mesure de l’inclinaison du plan de l’écliptique, et les premiers systèmes héliocentriques dérivent de l'astronomie grecque.  

## Histoire
L'astronomie grecque se développe durant l'Antiquité, plus précisément pendant les ères de la Grèce antique, hellénistique, gréco-romaine et de l'Antiquité tardive. On y distingue la phase pré-hellénistique, connue sous le nom d’astronomie grecque classique, et la phase hellénistique, nommée astronomie hellénistique. 

### Astronomie grecque archaïque
Des références à des étoiles et des constellations identifiables apparaissent dans les poèmes d'Homère et Hésiode, les plus vieux exemples survivants de la littérature grecque. Dans l’Iliade et l’Odyssée, Homère fait référence aux objets célestes suivants :
- la constellation du Bouvier
- l'amas stellaire Hyades
- la constellation d'Orion
- l'amas stellaire des Pléiades
- l'étoile Sirius
- la constellation de la Grande Ourse

Hésiode, qui écrit au cours du début du VIIe siècle av. J.-C., ajoute l'étoile Arcturus à cette liste dans son poème didactique Les Travaux et les Jours. Même si les œuvres de ces deux écrivains ne relèvent pas du domaine scientifique, elles supposent une cosmologie rudimentaire d'une terre plate entourée d'un océan. Certaines étoiles se lèvent et se couchent (disparaissent dans l'océan, du point de vue des Grecs) et d'autres sont toujours visibles. À certains moments de l'année, certaines étoiles vont se lever ou se coucher au lever ou au coucher du Soleil.
Aux VIe et Ve siècles av. J.-C., des présocratiques ne se contentent pas de faire des spéculations à propos du cosmos, mais par leurs observations précises, la rigueur de leur méthode et leurs calculs, à l’aide parfois du gnomon, ils ouvrent la voie à la science astronomique, en particulier à l’astronomie géométrique. Ainsi, Anaximandre décrit-il une Terre sphérique suspendue, immobile, au centre du cosmos et entourée par des anneaux de feu. Il détermine l’angle des équinoxes à partir des solstices. Thalès de Milet aurait, dit-on, prédit l’éclipse de soleil du 28 mai 585 av. J.-C. lors de la bataille de l’Halys, et Philolaos de Crotone, de l'école pythagoricienne, décrit un cosmos avec les étoiles, les planètes, le Soleil, la Lune, la Terre. Plusieurs études démontrent que les Grecs de cette époque étaient conscients du fait que les planètes n’étaient pas des astres errants, mais suivaient un mouvement régulier ; il faut cependant attendre le IVe siècle av. J.-C., pour qu’ils découvrent la durée de leur révolution zodiacale.

### Essor de l’astronomie scientifique grecque
« Ce serait un préjugé de croire que l’astronomie n’est devenue scientifique qu’avec Copernic, Kepler et Galilée, par l'abandon du système géocentrique », écrit Joseph Moreau. L’astronomie scientifique grecque a pris naissance à partir d’un problème dont ne s’étaient pas soucié les Orientaux, celui des planètes dont le mouvement semblait mettre en défaut la régularité des phénomènes célestes. Ce problème, seuls les penseurs grecs l’ont posé. L’astronomie grecque n’a cessé par la suite de progresser par étapes vers la découverte des lois astronomiques, grâce aux calculs mathématiques. 

#### Mouvements réguliers des planètes
L’existence des astres errants était connue, la planète Vénus, découverte sans doute par Parménide, était identifiée comme on le voit chez Platon, mais le nombre des planètes, leur trajectoire et leur nom n’étaient pas encore établis. Dans la première moitié du IVe siècle av. J.-C., c’est Platon qui célèbre la découverte du mouvement régulier des planètes, et qui souhaite qu’elle soit enseignée. Malgré les apparences, ces planètes « suivent la même route, non pas changeante mais unique et circulaire » affirme Platon. On explique leurs retards respectifs relativement au mouvement diurne des étoiles par leur révolution rétrograde.
Dans l’Épinomis, dialogue attribué à Platon, les cinq étoiles non fixes sont considérées comme des divinités et reçoivent les noms de divinités olympiennes : ainsi, Aphrodite est identifiée à l’étoile du matin et du soir (Vénus), Hermès à Mercure, Cronos à Saturne, Arès à Mars, et Zeus à Jupiter. Les Romains ont remplacé ces noms grecs par leurs équivalents latins, ce qui explique les dénominations actuelles de ces planètes. L'auteur de l’Épinomis mêle des considérations scientifiques et religieuses, il utilise des connaissances scientifiques pour proposer qu'un culte et des hommages religieux soient rendus à chacune des planètes.

#### Globe terrestre, quadratrice et écliptique
Anaxagore est le premier à donner une explication rationnelle des éclipses de lune et de soleil. L’observation de ces éclipses, qui ne sont pas observables en tous lieux au même moment de la journée, entraîne l’abandon de la conception naïve de la Terre comme d’un disque plat. En outre, les progrès de la géométrie et de son application à l’optique — pour résoudre les problèmes de la perspective, de la trisection de l’angle et de la duplication du cube — permettent à Hippias d'Élis de découvrir la quadratrice ; ces progrès eurent pour effet de renouveler de façon spectaculaire la cosmologie des Grecs, qui se représentèrent la Terre comme un globe avec, entre elle et le ciel, un espace où pouvaient circuler les planètes sur des orbites concentriques. Dès lors, Œnopide de Chios rend compte de leur inclinaison variable selon les saisons : il reconnaît le plan de l’écliptique dont il fixe à environ 23° l’inclinaison par rapport au plan de l’équateur céleste. Les orbites des planètes et la régularité de leur mouvement sont déterminés dans les milieux scientifiques présidés par Archytas de Tarente, sans doute vers le début du IVe siècle av. J.-C. Ainsi naît l’astronomie mathématique, qui, dépassant l’observation, cherche à construire rationnellement un modèle du cosmos à l’aide des notions de mouvement uniforme, de trajectoire circulaire, et de distance et vitesse mesurables. C’est précisément cette astronomie scientifique que prône Platon lorsqu’il propose de « prendre congé des phénomènes » pour raisonner plutôt à l’aide de calculs et de figures géométriques.

#### De la rotation de la Terre à sa révolution, ou la fin du géocentrisme
Pour rendre compte des stations et rétrogradations apparentes du mouvement des planètes, Eudoxe de Cnide invente le système des sphères homocentriques se mouvant selon des axes différents, ce qui pouvait expliquer la sinuosité, en forme de 8, de la trajectoire rebroussée appelée hippopède. Les 27 sphères de son système sont portées à 34 avec Callippe de Cyzique et à 56 avec Aristote. Mais cette multiplication des sphères se révèle incapable de rendre compte de la totalité des apparences. La théorie des épicycles, issue des travaux du géomètre Apollonios de Perga, s’inscrit toujours dans le principe du géocentrisme ; elle est élaborée par les astronomes alexandrins, d’Hipparque à Claude Ptolémée. Une simplification est apportée au système des sphères homocentriques d’Eudoxe par l’hypothèse de la giration de la Terre sur son axe, hypothèse peut-être formulée par Platon et Aristote, mais énoncée à coup sûr par Héraclide du Pont et admise par Philippe d'Oponte . L’explication du mouvement diurne est aussi apportée par la révolution du globe terrestre autour du centre de l’univers, idée formulée, au témoignage d’Aristote, par des Pythagoriciens.

#### Héliocentrisme et précession des équinoxes
Au début du IIIe siècle av. J.-C., le premier à formuler une véritable hypothèse héliocentrique est celui qu’on surnomma le « Copernic de l’Antiquité », Aristarque de Samos. Il émet l’hypothèse que la Terre circule non pas autour du centre de l’Univers, comme on le pensait dans le système des pythagoriciens, mais autour du Soleil. Ce système héliocentrique permet de rendre compte de façon très simple des déplacements apparents de Vénus et du Soleil, supposés situés sur le même axe. Mais cette hypothèse soulève étonnement et scandale, aussi bien dans les milieux philosophiques que scientifiques, comme le fera, dans les temps modernes, la même hypothèse reprise par Copernic : on adopte alors un compromis proche de celui de Tycho Brahe, dans lequel les planètes gravitent autour du Soleil, lui-même circulant autour de la Terre. Au IIe siècle av. J.-C., Hipparque rejette ce système et abandonne le problème des planètes. En s'attachant à déterminer avec précision la trajectoire du Soleil et de la Lune, il découvre la précession des équinoxes qui résulte du mouvement de nutation de l’axe terrestre.

### L'astronomie hellénistique
Lors des périodes hellénistique et romaine, plusieurs des astronomes grecs et non-grecs travaillent au Mouseîon d'Alexandrie et à la Bibliothèque d'Alexandrie, dans le royaume ptolémaïque. Reprenant les observations recueillies par Hipparque et ses successeurs, Claude Ptolémée fait apparaître l’équivalence de l’hypothèse des excentriques et de l’hypothèse des épicycles, mais il ne réussit pas à éliminer les aberrations et les écarts entre les données de l’observation et les théories admises.

## Calendriers
Il existe plusieurs types de calendriers grecs. La plupart sont basés sur les cycles du Soleil ou de la Lune.

## Planètes
Le nom planète vient du terme grec πλανήτης, planētēs, errant, car d'anciens astronomes ont noté comment certaines lumières bougeaient à travers le ciel en relation avec les autres étoiles. Cinq de ces étoiles peuvent être perçues à l'œil nu : Mercure, Vénus, Mars, Jupiter et Saturne. Parfois, le Soleil et la Lune sont ajoutés sur la liste des planètes visibles à l'œil nu pour un total de sept.

## Ouvrages d’astronomie
Plusieurs textes d’astronomie grecque sont connus seulement par leur nom, et parfois par description ou par citations. Certains travaux élémentaires ont survécu car ils étaient en grande partie non-mathématiques et utiles pour un usage scolaire. Parmi les livres de ce type, on retrouve les Phénomènes d'Euclide, deux travaux d'Autolycos de Pitane ainsi que des œuvres de Cléomède, Geminos de Rhodes et Théon de Smyrne. Certains livres d'auteurs romains tels Pline l'Ancien et Vitruve contiennent certaines informations sur l'astronomie grecque. L'une des plus importantes sources primaires est l’Almageste, où Claude Ptolémée fait référence aux travaux de plusieurs de ses prédécesseurs.

## Liste d'astronomes de l'Antiquité
En plus des auteurs nommés dans cet article, voici une liste d'astronomes de l'Antiquité :
- Anaxagore
- Anaximandre
- Apollonios de Perga
- Archimède
- Archytas de Tarente
- Aristarque de Samos
- Aristée l'ancien
- Aristylle
- Callippe de Cyzique
- Conon de Samos
- Démocrite
- Empédocle
- Eudoxe de Cnide
- Héraclide du Pont
- Hicétas de Syracuse
- Hipparque
- Hippocrate de Chios
- Macrobe
- Martianus Capella
- Ménélaos d'Alexandrie
- Méton
- Œnopide de Chios
- Parménide
- Porphyre de Tyr
- Posidonios
- Proclos
- Thalès
- Théodose de Tripoli